# Iglesia de San Francisco (Valdivia)
La Iglesia de San Francisco es una iglesia católica chilena, ubicada en la ciudad de Valdivia, en la provincia homónima de la Región de Los Ríos, específicamente en la calle Yerbas Buenas n.º 181, en la esquina con Pérez Rosales, dentro de la «Zona Típica» comprendida por los alrededores de la calle General Pedro Lagos, considerada desde 1991 monumento nacional.
Fundada en el siglo XVIII, el templo fue restaurado completamente en 1977, siendo considerado desde 2007, junto con el Convento de San Francisco adjunto, como monumento nacional en la categoría de Monumento Histórico.

## Historia

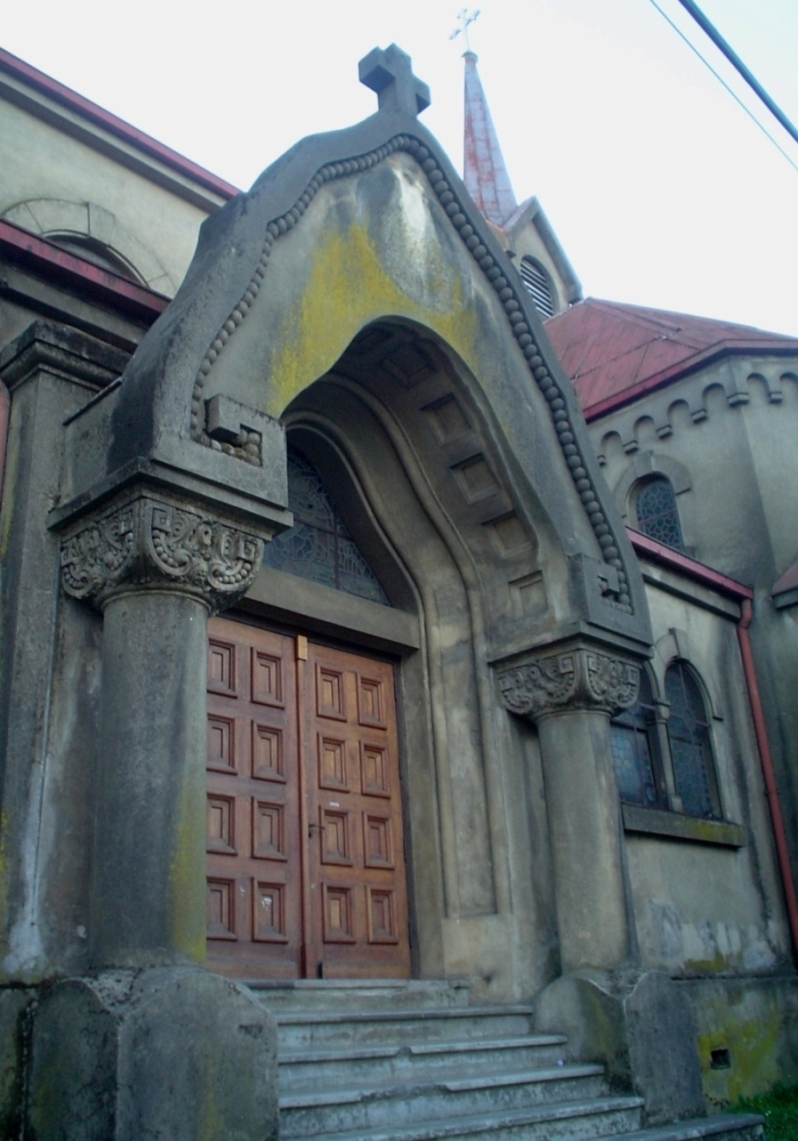
Antigua puerta lateral de la Iglesia.

La primera iglesia de San Francisco fue erigida en la segunda mitad del siglo XVI por obra del Obispado de La Imperial, a cargo de Antonio de San Miguel.
Valdivia fue destruida por los indígenas en 1599 y su abandono definitivo por parte de los españoles ocurrió en 1604. Luego de la expedición holandesa de Hendrick Brouwer y Elías Herckmans en 1643, las autoridades españolas enviaron una expedición a repoblar Valdivia, lo cual se hizo finalmente el año 1645. Desde el año 1647 existía la intención de reconstruir el convento destruido en 1599 en el lugar de su emplazamiento original, y a partir de 1718 se inició la construcción, pero debió abandonarse por falta de recursos. En 1747 se intentó construir una iglesia en el mismo sitio, pero tampoco prosperó. Finalmente, tras la expulsión de los jesuitas, la orden franciscana puso la primera piedra de la futura iglesia de San Francisco el 8 de diciembre de 1786, en un nuevo emplazamiento, entre calle Yerbas Buenas y la actual Pérez Rosales.

### SigloXIX
En 1848, con Chile ya independizado y en medio de los gobiernos de la República Conservadora, llegó al país la Congregación de los Capuchinos, perteneciente a la Primera Orden de San Francisco, quienes se instalaron en Valdivia para dirigir las misiones mapuches asentadas desde el sur del río Cautín hasta las cercanías del río Llanquihue. Debido al aumento de las misiones hacia 1880 en territorios araucanos, en 1893, con la llegada desde el Vaticano del misionero Alejo de Barieta, decidieron cambiar la sede oficial hacia el sur de Cautín.

### SigloXX
El 27 de diciembre de 1928, un incendió afectó seriamente a la Iglesia, falleciendo dos frailes capuchinos y quedando destruida una parte importante del que unos años más tarde sería el Convento de San Francisco. Una primera restauración fue realizada por el arquitecto Paul Brenner a partir del año siguiente.

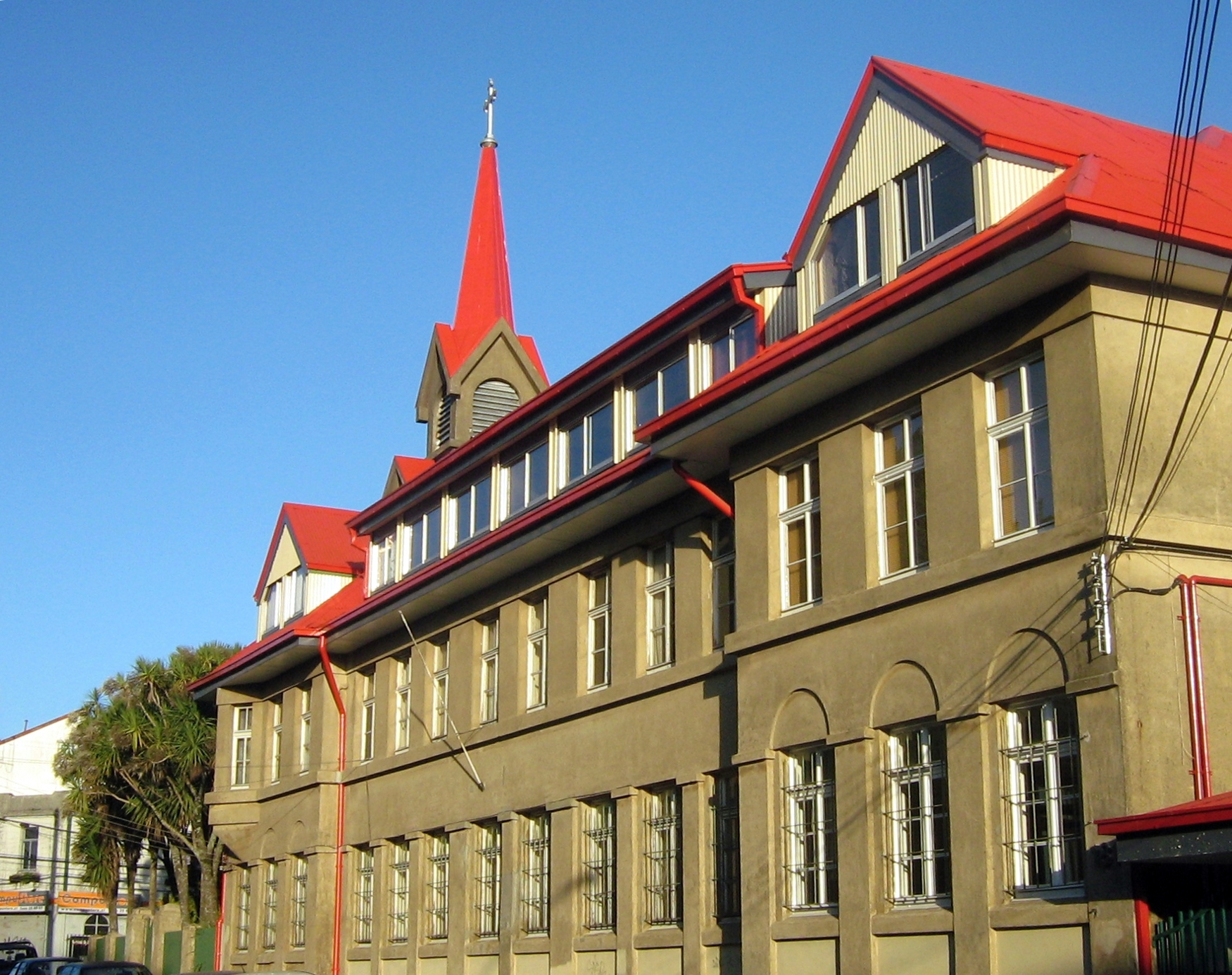
Convento de San Francisco.

Como resultado de las misiones de fines del siglo pasado, a mediados del siglo XX las instalaciones de la iglesia de Valdivia que fueron restauradas luego del incendio de 1928 se convirtieron en el Convento de San Francisco, habilitándose para recibir de manera permanente a los novicios procedentes de la Araucanía.
En 1958, se llevó a cabo en la Iglesia de San Francisco la primera ordenación sacerdotal de un capuchino mapuche, el fraile Severino de Freire, mientras que al año siguiente se realizó la consagración episcopal de Fran Guillermo Hartl de Laufen.
El templo fue totalmente restaurado en 1977, en 1983 se le agregó a la Iglesia un tercer piso, y el 1 de abril de 1991, por Decreto Supremo de Educación N.º 89, la calle General Pedro Lagos y sus calles aledañas, en las que se sitúan la Iglesia y el Convento, fueron declaradas monumento nacional de Chile, en la categoría de Zona Típica.

### SigloXXI
El 18 de julio de 2007, bajo el decreto D.E. 1377, la Iglesia y el Convento de San Francisco de Valdivia fueron declarados Monumento Nacional de Chile, en la categoría de Monumento Histórico.
El 12 de agosto de 2013, un incendio destruyó parte de las dependencias de la Iglesia y el Convento, quedando seriamente dañadas las zonas del altar, que contenía irreemplazables piezas patrimoniales, y un galpón situado junto al templo, que servía todos los domingos de comedor y albergue para unas cuarenta personas en estado de indigencia. A partir del día siguiente miembros de la comunidad valdiviana comenzaron a organizarse para reunir fondos y ayudar a restaurar las instalaciones.
El 12 de noviembre de 2019, un grupo de desconocidos ingresó violentamente al templo, realizando saqueos y destrozos dentro del marco de las protestas de ese año, que fueron considerados como profanación por las autoridades eclesiásticas.

## Valor patrimonial

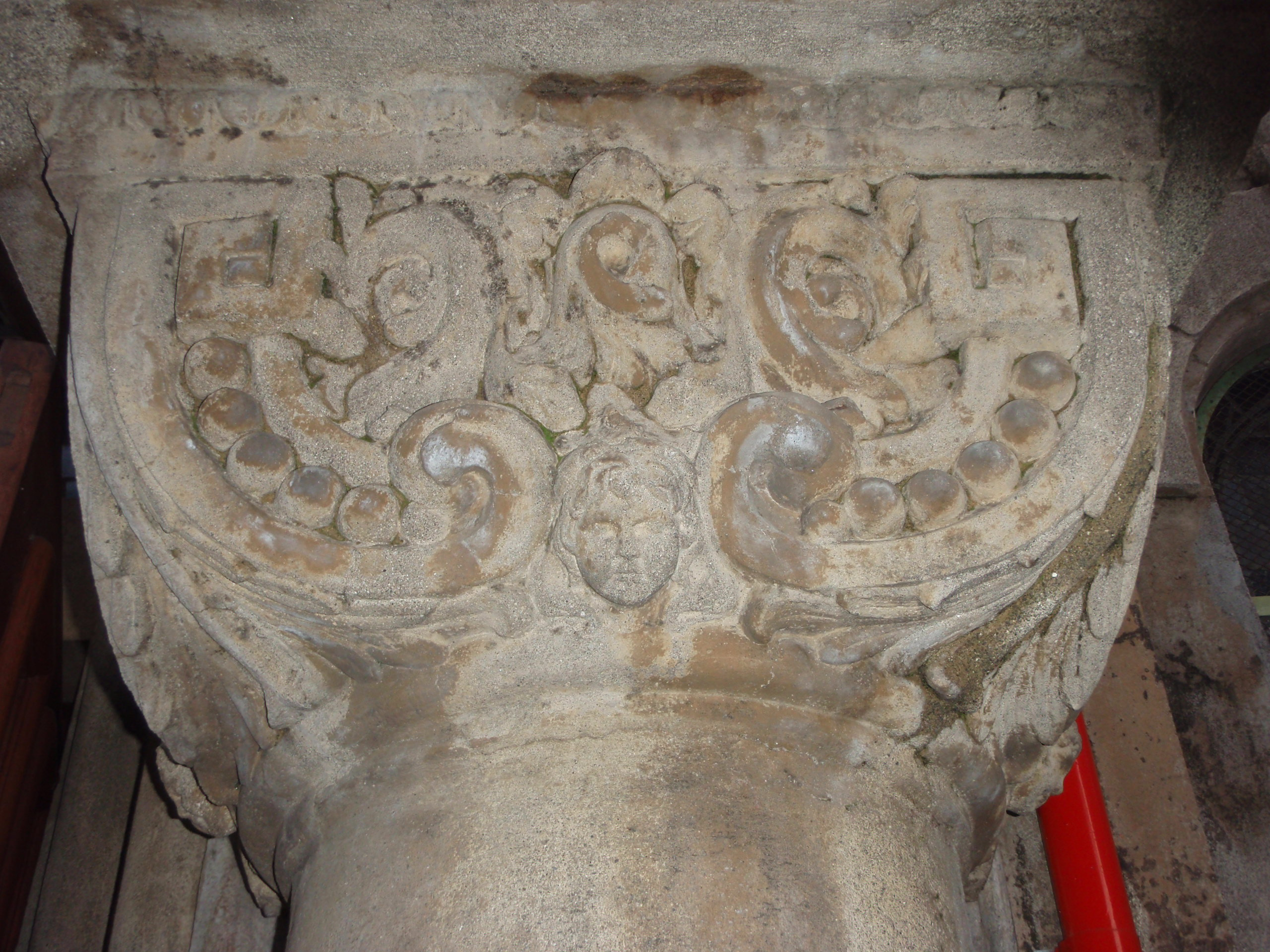
Detalle de un antiguo capitel de la Iglesia.

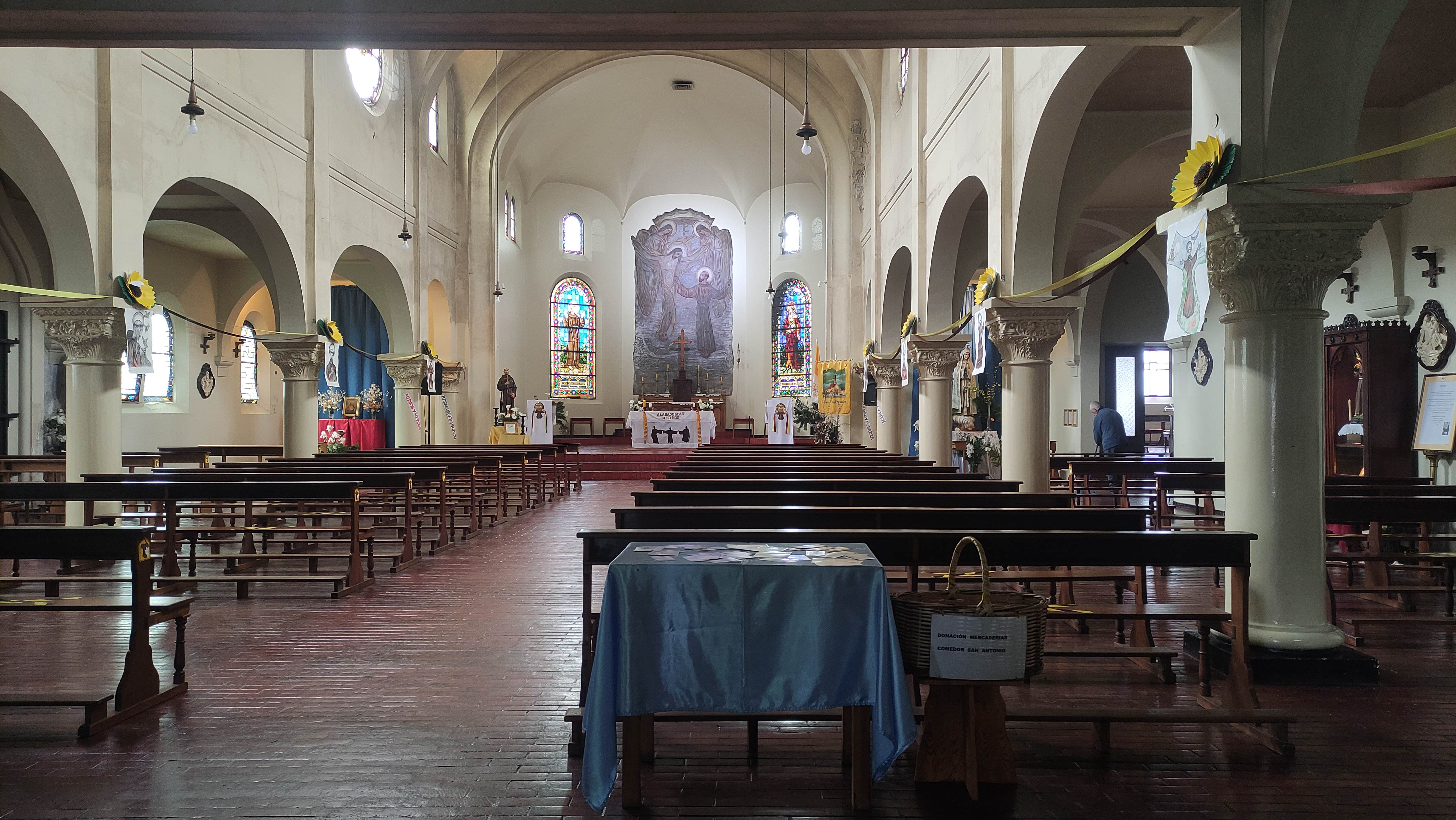
El altar con sus dos vitrales de 1929. El de la izquierda resultó destruido luego de un incendio en 2013 y luego restaurado. Fotografía de 2022.

La Iglesia de San Francisco de Valdivia destaca por su antigüedad y su valor histórico, así como por contener valiosas piezas de imaginería, murales y vitrales.
Luego del incendio de 1928, el arquitecto Pablo Bernner, que estuvo a cargo de la primera reconstrucción, solicitó al año siguiente a la Casa Franz Mayer de Alemania la elaboración de dos vitrales, uno con la figura de Francisco de Asís y otro con Isabel de Hungría, que fueron colocados a ambos costados del altar. Esta empresa alemana utilizaba una técnica propia en Europa para la confección de sus trabajos, pero fue bombardeada durante la Segunda Guerra Mundial, dejando de elaborar estos productos durante varios años. Por lo anterior, ambos vitrales eran piezas únicas en el país.
A comienzos del siglo XXI, el costo estimado de restauración de estos dos vitrales junto al altar ascendía a 28 millones de pesos, dinero que no podía ser costeado y por tanto las obras no se habían llevado a cabo. Luego del incendio de agosto de 2013, el vitral de Francisco de Asís resultó destruido, significando una pérdida incalculable para el patrimonio de la ciudad. La oportuna organización de la comunidad parroquial y de donantes particulares, permitieron que fuera la misma empresa Mayer, la cual actualmente continúa vigente en la fabricación de vitrales y mosaicos, quién reconstruyera el vitral.[cita requerida] Espacio Transparente, Laboratorio de restauración de vitrales de Valparaíso, facilitó las labores en terreno en Valdivia.[cita requerida]